# Harry Potter and the Deathly Hallows – Part 1 (trilha sonora)
A trilha sonora de Harry Potter and the Deathly Hallows - Part 1 (no Brasil, Harry Potter e as Relíquias da Morte - Parte 1; em Portugal, Harry Potter e os Talismãs da Morte - Parte 1) refere-se ao filme de 2010 de mesmo nome, composta e conduzida por Alexandre Desplat. A trilha sonora foi indicada para o prêmio IFMCA 2010 de Melhor Trilha Sonora Original para um Filme de Fantasia e para o Satellite Award 2010 de Melhor Trilha Sonora Original.

## Desenvolvimento
A trilha sonora de Deathly Hallows - Part 1 foi composta pelo compositor de cinema vencedor do Globo de Ouro e do Oscar, Alexandre Desplat. Desplat seguiu John Williams, Patrick Doyle e Nicholas Hooper na composição de músicas para a série Harry Potter. Williams compôs os três primeiros filmes, Doyle fez a trilha sonora do quarto filme, enquanto Hooper trabalhou nas trilhas sonoras do quinto e sexto filmes. Desplat declarou que comporia até setembro de 2010, com a trilha sonora sendo lançada em 16 de novembro de 2010, três dias antes do filme. Uma edição limitada de três discos, o Collector's Box Set, também foi lançado em 21 de dezembro de 2010.
Em uma entrevista, Desplat mencionou a inclusão de Hedwig's Theme, de John Williams, na trilha sonora. Ele disse: "Começaremos neste verão; levarei o verão inteiro. Não terei muitas férias, mas, novamente, é por um bom motivo - para a trilha sonora. Eu aproveitaria todas as oportunidades para usar o fabuloso tema composto por John Williams. Eu diria que ele não foi suficientemente usado nos filmes mais recentes, portanto, se eu tiver a oportunidade e se a filmagem me permitir, vou providenciá-lo... Farei isso com grande honra e prazer."
O diretor David Yates também falou sobre o uso de "Hedwig's Theme" no filme, afirmando que o tema estaria presente durante "qualquer coisa que parecesse nostálgica ou que refletisse o passado". Ele continuou dizendo que o tom do tema foi alterado para se alinhar ao clima do filme, pois ele "queria que parecesse que tudo estava ficando um pouco angustiado. Queríamos complicar um pouco as coisas."
Desplat comentou sobre os outros vários temas principais que desenvolveu para a trilha sonora, dizendo: "Como Harry, Ron e Hermione estão agora na estrada sendo perseguidos pelas forças das trevas de Voldemort, eles nunca estão duas vezes no mesmo lugar. Eles estão sempre em movimento. Eu alterno entre temas por situação ou local ("Ministry of Magic", "Sky Battle" e "Burrows"); temas por personagens: Dobby, Dumbledore, Voldemort, Bathilda Bagshot, Lovegood ou vários outros personagens; o tema "Oblivation", que transmite a perda da inocência, bem como a sensação de perigo, e será o condutor do êxodo; e temas para dispositivos mágicos ("Detonators", "Locket", "Deathly Hallows")."
As sessões de gravação começaram em 14 de agosto de 2010 com a Orquestra Sinfônica de Londres executando a partitura, com orquestrações fornecidas por Desplat, Conrad Pope, Jean-Pascal Beintus, Nan Schwartz, Richard Stewart, Clifford Tasner e Alejandro de la Llosa. Pope, que atuou como orquestrador nos três primeiros filmes de Potter e como orquestrador supervisor em Relíquias da Morte, comentou que a música de Desplat é "empolgante e vigorosa". Ele acrescentou em seu perfil no Facebook que "Harry voa, luta e conjura. Tudo acompanhado pela voz distinta e definitivamente não genérica de Desplat. Aqueles que gostam de melodias, harmonias e emoções em suas trilhas sonoras de filmes devem ficar satisfeitos. Faz lembrar os velhos tempos."
Não incluída na trilha sonora está "O Children", de Nick Cave and the Bad Seeds. David Yates acompanhou uma cena desenvolvida pelo roteirista Steve Kloves, em que Harry e Hermione dançam em sua tenda depois que Ron vai embora, para capturar a tensão, a amizade e o amor compartilhados. Kloves escreveu a cena, que não existe nos livros, durante as filmagens de Harry Potter and the Half-Blood Prince, descrevendo-a como "estranha", e ficou surpreso por ter sido bem recebida por J. K. Rowling, pelo produtor David Heyman e por Yates. Enquanto escrevia as cenas da tenda do romance, Rowling achava que Hermione e Harry combinavam melhor, antes de se decidir por Ron e Hermione como um casal; ela não compartilhou isso com Kloves, concluindo que eles sentiam a mesma coisa no mesmo ponto da história. O supervisor de música Matt Biffa inicialmente leu a cena como otimista, "como dois adolescentes se pegando", mas depois de discutir suas nuances com Yates, decidiu que tinha de ser edificante sem ser romântica demais. Foi decidido que não poderia ser uma música que já tivesse sido usada em filmes ou na televisão antes, nem uma música que tirasse o público do mundo dos bruxos. Com o objetivo de criar uma música antiga, com alma, nos moldes de James Carr e Otis Redding, e material mais moderno, como Oasis e Radiohead, foi determinado que esses músicos ofereciam muito do mundo trouxa (muggle). Yates ouviu 300 faixas do Biffa, "porque eu precisava de uma música que fosse pungente e terna, mas estranhamente edificante. E me deparei com a peça de Nick e a adorei imediatamente. Ela tem a capacidade de elevar você e partir seu coração ao mesmo tempo. Meu maior medo era tocá-la para Dan [Radcliffe] e Emma [Watson], porque eu pensava: "Meu Deus, será que eles vão entender? Porque era importante para mim que eles também entendessem a música, que a sentissem. Então, toquei para eles, e foi meu momento de maior nervosismo, e toquei para eles, e pensei: 'Meu Deus, será que eles vão gostar?' e eles adoraram." Rowling elogiou a cena, afirmando: "Gostei daquela cena porque estava articulando algo que eu não havia dito, mas que havia sentido. Eu realmente gostei... você sente o fantasma do que poderia ter sido naquela cena." Durante o Harry Potter 20th Anniversary: Return to Hogwarts, Watson admitiu que inicialmente achou a dança estranha e não tinha certeza sobre ela, mas ela se tornou uma de suas favoritas na franquia, "havia tanta coisa dita na cena. Não foi dito. Eu adorei isso. E também da mesma forma que os personagens, eles tiveram um momento de diversão."

## Recepção
| Críticas profissionais | Críticas profissionais |
| Avaliações da crítica  | Avaliações da crítica  |
| Fonte                  | Avaliação              |
| ---------------------- | ---------------------- |
| AllMusic               | 3.5 de 5 estrelas.     |
| BBC                    | Positiva               |
| Empire                 | 4 de 5 estrelas.       |
| Filmtracks             | 3 de 5 estrelas.       |
| IGN                    | 8 de 10 estrelas.      |
| Movie Music UK         | 5 de 5 estrelas.       |
| Movie Wave             | 4.5 de 5 estrelas.     |
| Shadowlocked           | 4 de 5 estrelas.       |
| Tracksounds            | 8 de 10 estrelas.      |
| Film Score Reflections | 4 de 5 estrelas.       |

A recepção da trilha sonora de Deathly Hallows - Part 1 foi, em geral, positiva. A primeira resenha da trilha sonora foi publicada em 31 de outubro de 2010 por Jonathan Broxton, que classificou a trilha como 5/5, dizendo que "Essa trilha é uma das maiores realizações de Desplat e destaca tudo o que eu amo em seu trabalho; as texturas orquestrais, o uso intrincado de instrumentos inesperados em cenários inesperados, a clareza cristalina de suas orquestrações." Jorn Tillnes, do Soundtrackgeek.com, deu à trilha uma nota 9/10 e comentou: "Quando desafiado, Desplat traz à tona algumas coisas excelentes, como provou com New Moon no ano passado. É uma trilha bem escrita que se encaixa perfeitamente com o Harry Potter mais sombrio." Caleb Leland, do Shadowlocked.com, deu à trilha sonora 4/5 estrelas, afirmando que "Embora seja uma boa trilha sonora, há algo nela que a impede de ser excelente. Mas ela me deixou mais animado para ver o novo filme."
Steve Ewing, do site Filmmusicsite.com, classificou a trilha sonora como 7/10, comentando que "Desplat estava realmente no caminho certo quando escreveu essa trilha sonora e, talvez, se tivesse pensado um pouco mais, teria reconhecido o quanto estava perto de escrever algo extraordinário. Em vez disso, as joias musicais da trilha sonora vão e vêm e nunca se desenvolvem totalmente, deixando o ouvinte desapontado com o quão perto a trilha sonora chegou da grandeza musical." Christian Clemmensen, da Filmtracks, analisou a trilha sonora em 5 de novembro de 2010 e elogiou as orquestrações do filme, mas criticou duramente o uso esparso do "Hedwig's Theme" e a baixa continuidade da trilha sonora em comparação com os lançamentos anteriores da série. Charlotte Gardner, da BBC, comentou que "a orquestração de Pope é uma obra de gênio, aumentando o drama da música com uma miríade de cores instrumentais diferentes" e a trilha "é igualmente afetiva - ameaçadora, reconfortante, mágica, poderosa e frágil, tudo em um. Ela é particularmente notável por sua beleza suave, que permanece presente mesmo quando pinta cenas repletas de maldade ou de dor". Ela continuou dizendo que "até agora, tudo muito bom. No entanto, há um único ponto de interrogação, porém considerável, sobre se essa gravação vai agradar completamente aos fãs de Potter. Esse é um trabalho mais voltado para a pintura de uma atmosfera do que para dar ao ouvinte alças motivacionais nas quais se agarrar."
Eric Goldman, da IGN, escreveu: "A trilha sonora de Desplat começa extremamente forte com 'Obliviate', que imediatamente prepara o cenário para uma história triste e lamentável - o que é totalmente apropriado, dado o conteúdo de Deathly Hallows - Part 1... Por um lado, é um pouco triste não ouvir muito o maravilhoso tema de Potter, mas, por outro lado, essa é, afinal de contas, uma história sombria. Os temas melancólicos de Desplat, embora nem sempre sejam tão cantaroláveis quanto os de Williams, são exatamente adequados para esse filme e essa história." James Christopher Monger, da Allmusic, fez uma crítica positiva, afirmando: "Faz uma década que John Williams deu o tom aos filmes [de Harry Potter], e seu tema original existe apenas nas sombras de Harry Potter and the Deathly Hallows - Part 1. A trilha sonora de Desplat é sutil e enorme, conferindo profundidade emocional tranquila ("Harry & Ginny"), maldade brincalhona ("Death Eaters") e ação tensa e robusta ("The Oblivation") com precisão magistral. Séries de filmes que empregam tantos compositores diferentes (e diretores, por falar nisso) raramente encontram coesão, e essa primeira parte de Deathly Hallows não faz nada para manchar essa conquista." A trilha sonora estreou na posição de número 74 na parada Billboard 200 nos Estados Unidos e também ficou na posição de número quatro na Top Soundtracks Chart.

## Faixas
Todas as faixas são compostas, produzidas e conduzidas por Alexandre Desplat.
| Versão padrão  |                             |         |  |
| N.º            | Título                      | Duração |  |
| 1.             | "Obliviate"                 | 3:01    |  |
| 2.             | "Snape to Malfoy Manor"     | 1:58    |  |
| 3.             | "Polyjuice Potion"          | 3:32    |  |
| 4.             | "Sky Battle"                | 3:48    |  |
| 5.             | "At The Burrow"             | 2:35    |  |
| 6.             | "Harry and Ginny"           | 1:43    |  |
| 7.             | "The Will"                  | 3:39    |  |
| 8.             | "Death Eaters"              | 3:14    |  |
| 9.             | "Dobby"                     | 3:49    |  |
| 10.            | "Ministry of Magic"         | 1:49    |  |
| 11.            | "Detonators"                | 2:23    |  |
| 12.            | "The Locket"                | 1:52    |  |
| 13.            | "Fireplaces Escape"         | 2:54    |  |
| 14.            | "Ron Leaves"                | 2:35    |  |
| 15.            | "The Exodus"                | 1:37    |  |
| 16.            | "Godric's Hollow Graveyard" | 3:15    |  |
| 17.            | "Bathilda Bagshot"          | 3:54    |  |
| 18.            | "Hermione's Parents"        | 5:50    |  |
| 19.            | "Destroying the Locket"     | 1:10    |  |
| 20.            | "Ron's Speech"              | 2:16    |  |
| 21.            | "Lovegood"                  | 3:27    |  |
| 22.            | "The Deathly Hallows"       | 3:17    |  |
| 23.            | "Captured and Tortured"     | 2:56    |  |
| 24.            | "Rescuing Hermione"         | 1:50    |  |
| 25.            | "Farewell to Dobby"         | 3:43    |  |
| Duração total: | Duração total:              | 73:38   |  |

| Faixas bônus Deluxe do iTunes e da Amazon |                                    |         |  |
| N.º                                       | Título                             | Duração |  |
| 1.                                        | "Voldemort"                        | 4:18    |  |
| 2.                                        | "The Dumbledores"                  | 2:09    |  |
| 3.                                        | "Bellatrix"                        | 2:11    |  |
| 4.                                        | "Making of the Soundtrack" (video) | 3:50    |  |

| Disco bônus da Edição Limitada |                                  |         |  |
| N.º                            | Título                           | Duração |  |
| 1.                             | "Voldemort"                      | 4:18    |  |
| 2.                             | "Grimmauld Place"                | 2:13    |  |
| 3.                             | "The Dumbledores"                | 2:09    |  |
| 4.                             | "The Tale of the Three Brothers" | 1:53    |  |
| 5.                             | "Bellatrix"                      | 2:11    |  |
| 6.                             | "My Love is Always Here"         | 3:05    |  |

## Equipe
| - Piers Adams – gravação - John Barrett – engenheiro assistente - David Barron – produtor executivo - Jean-Pascal Beintus – orquestração - Clive Bell – shakuhachi - Paul Broucek – executivo responsável pela música - Peter Clarke – edição - Paul Clarvis – percussão étnica - Peter Cobbin – mixagem, gravação - Charles Cole – mestre de coro - Alexandre Desplat – compositor, condutor, flauta, encarte do álbum, orquestração, percussão, piano, produtor - Ninon Desplat – coordenador de partitura*Terry Edwards - mestre de coro - Xavier Forcioli - coordenador de partitura - Rebecca Gilliver - violoncelo - Mark Graham - preparação musical - David Heyman - produtor executivo - Robert Houston - editor de partituras - Alan Jenkins - editor - Lewis Jones - Pro-Tools - Jill Kemp - gravação - Gabriella Kitto - soprano (vocal) - Annabel Knight - gravação - Carmine Lauri - mestre de concertos - Jakob Lindberg - teorba - Jason Linn - executivo responsável pela música | - London Oratory - coral júnior, coro - Orquestra Sinfônica de Londres - orquestra - London Voices - coral, coro - Sue Mallet - contratante de música - Lisa Margolis - negócios musicais - Gerard McCann - supervisor de edição musical - Eoghan McNelis - soprano (vocal) - David Miller - alaúde, teorba - Stuart Morton - editor musical - John Parricelli - violão/guitarra - Patrick Phillips - engenheiro assistente - Conrad Pope - produtor, orquestrador supervisor - Paul Pritchard - engenheiro assistente - Katie Reynolds - supervisora de pós-produção - Sam Okell - mixagem, gravação - Schola Cantorum of the Cardinal Vaughan Memorial School - coro, coral - Nan Schwartz - orquestração - Sandeep Sriram - direção de arte - Alison Stephens - bandolim - Marc Stevens - contratante musical - Clifford Jay Tasner - orquestração - Katie Trethewey - soprano (vocal) - David Walter - programação MIDI - Kirsty Whalley - editora de partituras - John Williams - compositor original de Hedwig's Theme - David Yates - produtor executivo, notas do encarte |